# Palaeochiropteryx
 Palaeochiropteryx  is een geslacht van uitgestorven vleermuizen, dat leefde in het Eoceen.

## Beschrijving
Deze 7 cm lange vleermuis was in het bezit van een ingewikkeld gehoororgaan dat zich perfect leende voor echolocatie. Het dier had een kenmerkende vlieghuid zoals die bekend is bij de huidige vleermuizen. De voorpoten vormden een groot raamwerk, ter ondersteuning van de vlieghuid. De duim en de 2e vinger bevatten een klauwtje, waarvan het duimklauwtje deed dienst als grijporgaan. De 3e en tevens langste vinger strekte zich uit tot het uiteinde van de vlieghuid, die zich eveneens uitstrekte tussen de 5e vinger en de achterpoten, maar ook tussen de achterpoten en de staart.

## Leefwijze
Palaeochiropteryx leefde hoofdzakelijk van nachtvlinders, die hij tijdens de vlucht laag bij de grond oppikte.

## Vondsten
Van dit dier werden resten gevonden in Europa (Duitsland) in de Messel Formatie.